# SEMA Show

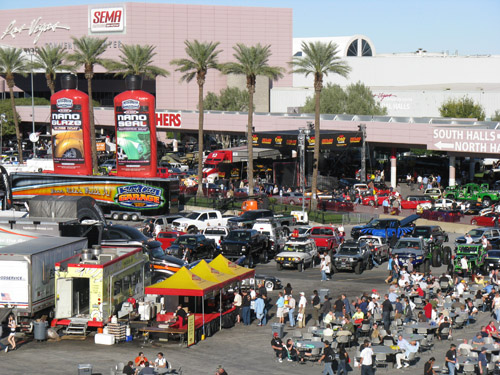
SEMA Show 2008

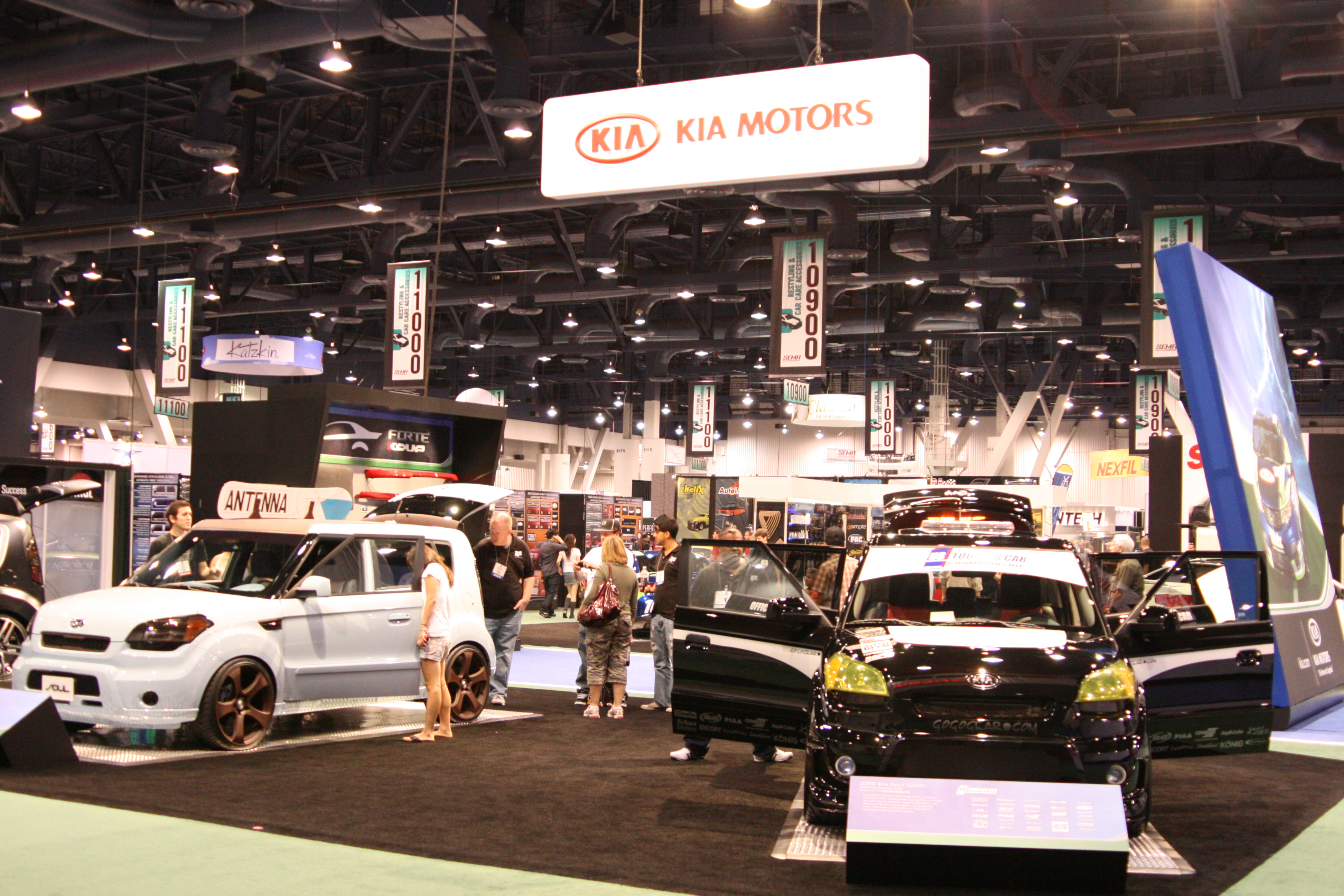
SEMA Show 2009

El SEMA Show es una exposición de automóviles personalizados y accesorios que se realiza en el oeste de los Estados Unidos desde el año 1967. Abarca las distintas modalidades de personalización, tales como el tuneo, el hot rod, el off-road, la restauración y el restomod. Actualmente cuenta con más de 2.000 expositores y 2.000 automóviles en exhibición en cerca de 100.000 metros cuadrados.
La Specialty Equipment Market Association, una organización que nuclea a fabricantes de accesorios y preparadores de Estados Unidos, es la responsable del evento. Pese a que la entrada está restringida a gente vinculada a la industria del automóvil, el SEMA Show tiene una amplia cobertura en la prensa del motor.
La edición inaugural se realizó en el Dodger Stadium de Los Ángeles. En 1968 se mudó al Estadio de Anaheim, después al centro de convenciones de Anaheim, y en 1977 a Las Vegas.